# Marie Huchet
Marie Huchet (ou Mary Huchet, née le 28 novembre 1871 dans le 12e arrondissement de Paris et morte le 5 avril 1958 à Nanterre) est une anarchiste et syndicaliste française. Elle exprime souvent dans des conférences ses idées féministes et athées.

## Biographie
Marie Louise Huchet est née à Paris le 28 novembre 1871. Elle exerce la profession de plumassière et devient, en mai 1896, secrétaire du syndicat des fleurs et des plumes.
Elle participe au mouvement anarchiste et prend souvent la parole, de janvier 1897 à mars 1899, dans des conférences à Paris. Elle y côtoie essentiellement des orateurs masculins, la participation féminine est encore exceptionnelle, mais des femmes comme Eliska Bruguière, Louise Réville, Maximilienne Biais, Rolande, Alice Canovas ou Astié de Valseyre interviennent parfois,.
Son nom est cité dans la liste des collaborateurs du bimensuel révolutionnaire Le Cri de révolte en 1898-1899.
Sa participation à des manifestations, parfois belliqueuses, lui vaudront d'être plusieurs fois arrêtée par la police.
Elle défend la classe ouvrière et s'oppose à une bourgeoisie qu'elle méprise, une constante sous-jacente à tous ses combats. « Le peuple souffre, (...) il y a en ce moment beaucoup d’ouvriers sans travail et (..) c’est malheureux de voir de pauvres diables manger un morceau de pain qu’ils ont mendié. (...) l’ouvrier se laisse commander, comme une bête de somme et il est temps qu’il se révolte contre cette société de bourgeois, société pourrie, qui, il faut l’espérer, va disparaître bientôt, pour faire place à une autre. Celle-ci sera fondée sur des bases sociales par lesquelles tout le monde sera libre et heureux. »,.

### Anticléricalisme
Marie Huchet est athée et tient un discours anticlérical, dénonce « l’exploitation scandaleuse grâce à laquelle les prêtres se font des rentes et vivent largement à ne rien faire en escroquant les malheureux qu’ils ont fanatisés » (février 1897), déclare que, « Non, les anarchistes ne sont pas des ignorants ; car seuls, ils connaissent la vraie science de l’humanité. Cette science leur fait découvrir la source du mal dont souffre la société. Tout ce mal vient de la religion et de toutes ses manifestations dans le monde, de l’État, de la famille, etc… Voilà pourquoi il faut la détruire »,.
Le 11 mars 1897, elle se rend, en compagnie d'un groupe d'anarchistes à une réunion en faveur du socialisme chrétien. Une bagarre éclate, Marie Huchet frappe un vicaire qui, lui-même, frappe des manifestants. La police arrête Marie Huchet, Albert Létrillard, et quelques autres manifestants. Après 5 jours de détention préventive, ils comparaissent, le 16 mars 1897, devant la 9e chambre correctionnelle. Marie Huchet est condamnée à 8 jours de prison, Albert Létrillard à 50 francs d’amende. Les autres inculpés sont condamnés à quinze jours de prison,. Elle est internée à la prison de Nanterre. Le 16 avril 1897, elle est de retour pour assister au banquet gras annuel organisé à l’occasion du « Vendredi, prétendu saint » par la Ligue de propagande et d’athéisme,.

### Féminisme et amour libre
Le 8 février 1897 Marie Huchet, prenant la parole lors d'une réunion s'exprime sur le mariage et l'amour. Elle explique que « le mariage devrait disparaître parce qu’il fait de la femme une esclave, à cause des liens par lesquels cette institution la lie à l’homme, son maître », qu'il détruit tout sentiment élevé chez l'être humain. Elle est en faveur de l'amour libre et dénonce les préjugés de la vieille société bourgeoise qui veut pour sa moralité qu’une femme reste éternellement liée au même homme « Une fille-mère mériterait les mêmes compliments que la reine ou l’impératrice qui met au monde un enfant   » . Elle considère que les prostituées sont des victimes de l'état social. « Tout être doit aimer librement et jouir de ce bonheur avec celui pour lequel il éprouve des désirs qui en vertu des lois de la nature doivent être assouvis ». Elle conclut par « Vive l’amour libre ! Vive l’anarchie ! »,.
Marie Huchet tente de créer un groupe de femmes à l’intérieur du groupe de l’Internationale scientifique et fait paraître un avis dans le journal anarchiste, le Père Peinard, du 20 juin 1897, appelant les femmes prolétaires se rassembler pour « discuter leurs intérêts et leurs revendications et cela sans l’intervention des bourgeoises et des exploiteuses du travail ». Quelques mois plus tard, Louise Courtant met fin à ce projet pour raisons de santé. Marie Huchet annonce toutefois qu’elle a fondé, avec Louise Coutant, ancienne secrétaire des syndicats des blanchisseuses et des infirmières à la Bourse du travail, un groupement féminin dans lequel toutes les ouvrières sont admises,. 
Le 28 septembre, elle donne une conférence sur « le Droit des femmes à révolution, l’exploitation du travail, les salaires dérisoires ». Louise Coutant et Ernest Girault prennent aussi la parole et une lettre de Louise Michel est lue lors de la soirée.
Aux élections législatives de mai 1898, Marie Huchet et Louise Coutant soutiennent la candidature de Paule Minck, pour revendiquer le droit des femmes à l’égalité entière, tout en rappelant que « les femmes ne seront complètement affranchies qu’avec et par le socialisme ».
En octobre 1899, elle lance un nouvel appel dans l’Aurore, pour fonder des syndicats féminins, en particulier chez les « casseuses et rangeuses de sucre »,. 
C'est la dernière mention de Marie Huchet qu'on ait trouvée dans la presse.
Elle décède le 5 avril 1958 à Nanterre.